# David Cassidy
David Cassidy (* 12. dubna 1950 New York - 21. listopadu 2017 Fort Lauderdale) byl americký zpěvák a herec. Narodil se v New Yorku jako syn zpěváka a herce Jacka Cassidyho a herečky Evelyn Ward. V letech 1977 až 1983 byla jeho manželkou herečka Kay Lenz. Později se oženil ještě dvakrát. Svou hereckou kariéru zahájil v roce 1969 na Broadwayi. Ještě v témže roce odjel do Los Angeles, kde hrál v různých televizních seriálech. Později se představil v jedné z hlavních rolí v seriálu The Partridge Family. Své první hudební album vydal v roce 1972. Později vydal řadu dalších.
V únoru 2017 oznámil, že má demenci. Následně přestal s veřejným vystupováním, a to poté, co si při vystoupení nemohl vzpomenout na text právě zpívané písně. V listopadu toho roku byl hospitalizován se selháním jater a ledvin a následně byl v kritickém stavu v uměle vyvolaném kómatu. Z kómatu se později probral, avšak dne 21. listopadu 2017 zemřel.

## Diskografie
- Cherish (1972)
- Rock Me Baby (1972)
- Dreams Are Nuthin' More Than Wishes (1973)
- The Higher They Climb (1975)
- Home Is Where the Heart Is (1976)
- Getting It in the Street (1976)
- Romance (1985)
- David Cassidy (1990)
- Didn't You Used to Be… (1992)
- Old Trick New Dog (1998)